# Juninho Barros
André Alexandre de Barros Junior (* 21. März 1996 in Recife), auch bekannt als Juninho, ist ein brasilianischer Fußballspieler.

## Karriere
Barros spielte bis 2015 für den Vera Cruz FC. Zwischen 2015 und 2016 spielte er für die U-20-Mannschaft des Fortaleza EC. 2017 spielte er kurzzeitig für den Marília AC. Im Sommer 2017 wechselte er zum österreichischen Regionalligisten FC Dornbirn 1913.
Sein Debüt in der Regionalliga gab er im Juli 2017, als er am ersten Spieltag der Saison 2017/18 gegen den SV Wörgl in der Startelf stand. Im Oktober 2017 erzielte er bei einem 2:0-Sieg gegen den TSV St. Johann sein erstes Tor für Dornbirn. Zu Saisonende summierten sich 26 Regionalligaeinsätze und zwei Tore.
Zur Saison 2018/19 wechselte Barros zum Zweitligisten SC Austria Lustenau. Im September 2018 debütierte er in der 2. Liga, als er am neunten Spieltag jener Saison gegen die Kapfenberger SV von Beginn an zum Einsatz kam.
Im September 2019 wechselte er nach Deutschland zum in der sechstklassigen Verbandsliga Württemberg spielenden TSV Essingen. Nach sieben Einsätzen für Essingen verließ er den Verein nach der Saison 2019/20. Nach einem halben Jahr ohne Klub kehrte er im Februar 2021 nach Brasilien zurück und schloss sich dem Afogados da Ingazeira FC an. Für den Klub bestritt der Spieler bis Mai des Jahres fünf Spiele in der Staatsmeisterschaft von Pernambuco. Im Oktober des Jahres ging Barros in den Oman zu Al-Khaburah Club. Von wechselte er im Februar 2022 wieder nach Österreich zum SV Lochau. Der Kontrakt erhielt eine Laufzeit bis zum Ende der Spielzeit 2021/22. Seitdem ist er ohne neuen Verein.